# Christia obcordata
Christia obcordata là một loài thực vật có hoa trong họ Đậu. Loài này được (Poir.) Bakh.f. miêu tả khoa học đầu tiên.